# Ludwig-Thoma-Medaille

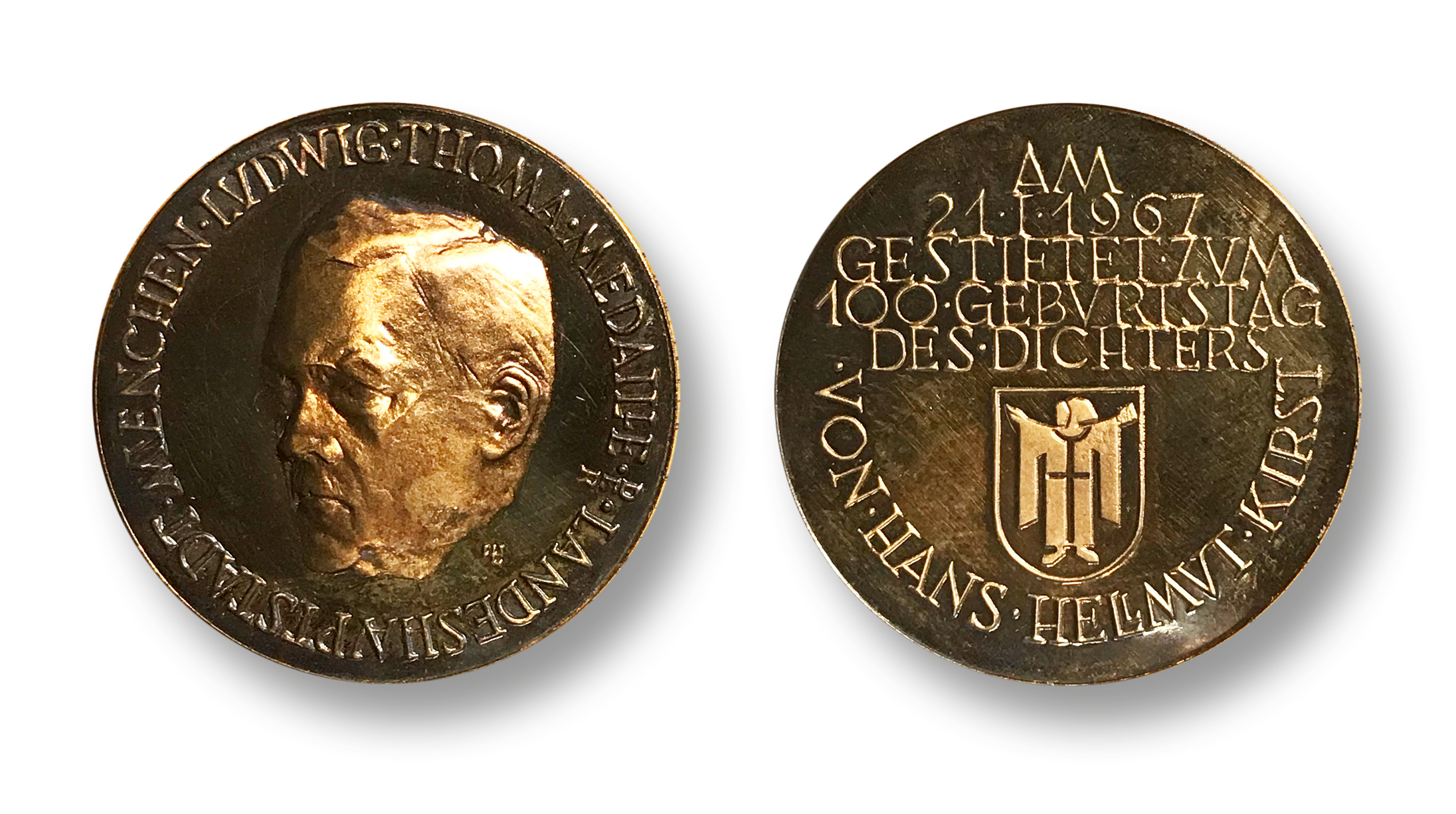
Ludwig Thoma Medaille der Stadt München

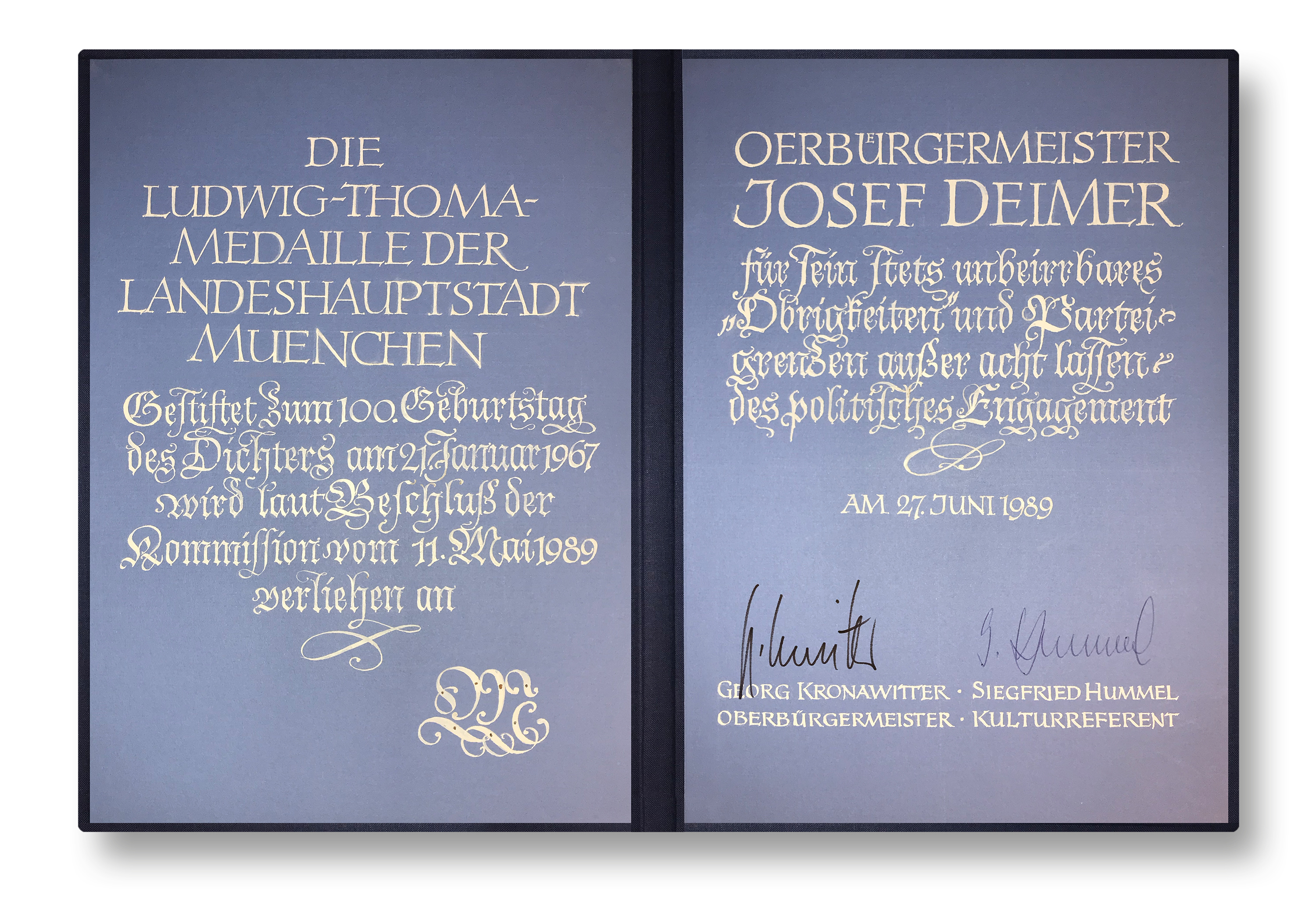
Zugehörige Verleihungsmappe

Die Ludwig-Thoma-Medaille der Stadt München in Gold war eine Auszeichnung, die die Stadt München von 1967 bis 1989 zu Ehren des Schriftstellers Ludwig Thoma verlieh.
Die Medaille wurde 1966 von dem Schriftsteller Hans Hellmut Kirst (1914–1989) gestiftet und 1967 erstmals verliehen.
Die Verleihung wurde 1990 nach Bekanntwerden Ludwig Thomas nationalkonservativer Haltung, insbesondere seiner in den letzten Lebensmonaten im Miesbacher Anzeiger erschienenen Artikeln mit antisemitischen Parolen und antisozialistischer Polemik, eingestellt.

## Liste der Preisträger
1967
- Maidi von Liebermann
- Otto Kraus
- Golo Mann

1968
- Fritz Bauer
- Hans Mollier
- Rudolf Pikola

1969
- Trude Kolman
- Ernst Müller-Meiningen junior
- Ulrich Sonnemann

1970
- Walter von Cube
- Joseph Panholzer
- Herbert Schneider

1971
- Franziska Bilek
- Franz Xaver Kroetz
- Ernst Maria Lang
- Alwin Seifert

1972
(keine Medaillenverleihung)
1973
- Carl Amery
- Horst Haitzinger
- Klaus Piper
- Roider Jackl
- Hans-Jochen Vogel

1974
- Richard Lemp
- Hans Steinkohl
- Horst Stern

1975
- Herbert Achternbusch
- Hans Küng
- Kurt Meisel

1976
- Hans-Reinhard Müller
- Ludwig Schmid-Wildy
- Paul Wühr

1977
- Gustl Bayrhammer
- Hannes Burger

1978
- Toni Berger
- Nikolaus Lobkowicz
- Franz Rappmannsberger
- Walter Sedlmayr

1979
- Georg Kronawitter
- Paul Ernst Rattelmüller
- Hans Stadtmüller
- Kurt Wilhelm

1980
- Alexander von Branca
- Sepp Eibl
- Barbara Gallauner
- Emil Vierlinger

1981
- Hans Baur
- Christa Berndl
- Erich Hartstein
- Gerhard Polt

1982
- Edmund Steinberger
- Fritz Straßner
- Bernhard Ücker

1983
- Franz Alt
- Hans Brenner
- Ruth Drexel
- Ernst Seiltgen

1984
- Biermösl Blosn
- Dieter Hildebrandt
- Karl Obermayr
- Gisela Schneeberger

1985
- Sammy Drechsel
- Jörg Hube
- Hubert Weinzierl

1986
- Bernhard Gajek
- Herbert Riehl-Heyse
- Siegfried Zimmerschied

1987
- Lisa Fitz
- Guglhupfa
- Gerhard Mauz

1988
- Das andere Bayern
- Jean Dewitz
- Bruno Jonas

1989
- Josef Deimer
- Heike Mundzeck
- Klaus Staeck